# Секереш, Клара
Клара Секереш (венг. Szekeres Klára; род. 1 декабря 1987, Бекешчаба) — венгерская гандболистка, левая защитница команды «Эрди» и сборной Венгрии. В сборной выступает с 2009 года, бронзовый призёр чемпионата Европы 2012 года.

## Достижения

### В клубах
- Кубок Венгрии:
  - Бронзовый призёр: 2010

### В сборной
- Чемпионат мира среди студентов:
  - Серебряный призёр: 2008
- Чемпионат Европы:
  - Бронзовый призёр: 2012